# セディウ州
セディウ州（セディウしゅう、Région de Sédhiou）は、セネガル共和国カザマンス地方の州。州都はセディウ。面積は7,353km2、人口は約59万人（2023年国勢調査）。

## 歴史
2008年9月10日、コルダ州から西部のセディウ県を分割して設置された。

## 隣接州
- ガンビア
- コルダ州
- ギニアビサウ
- ジガンショール州

## 行政区分

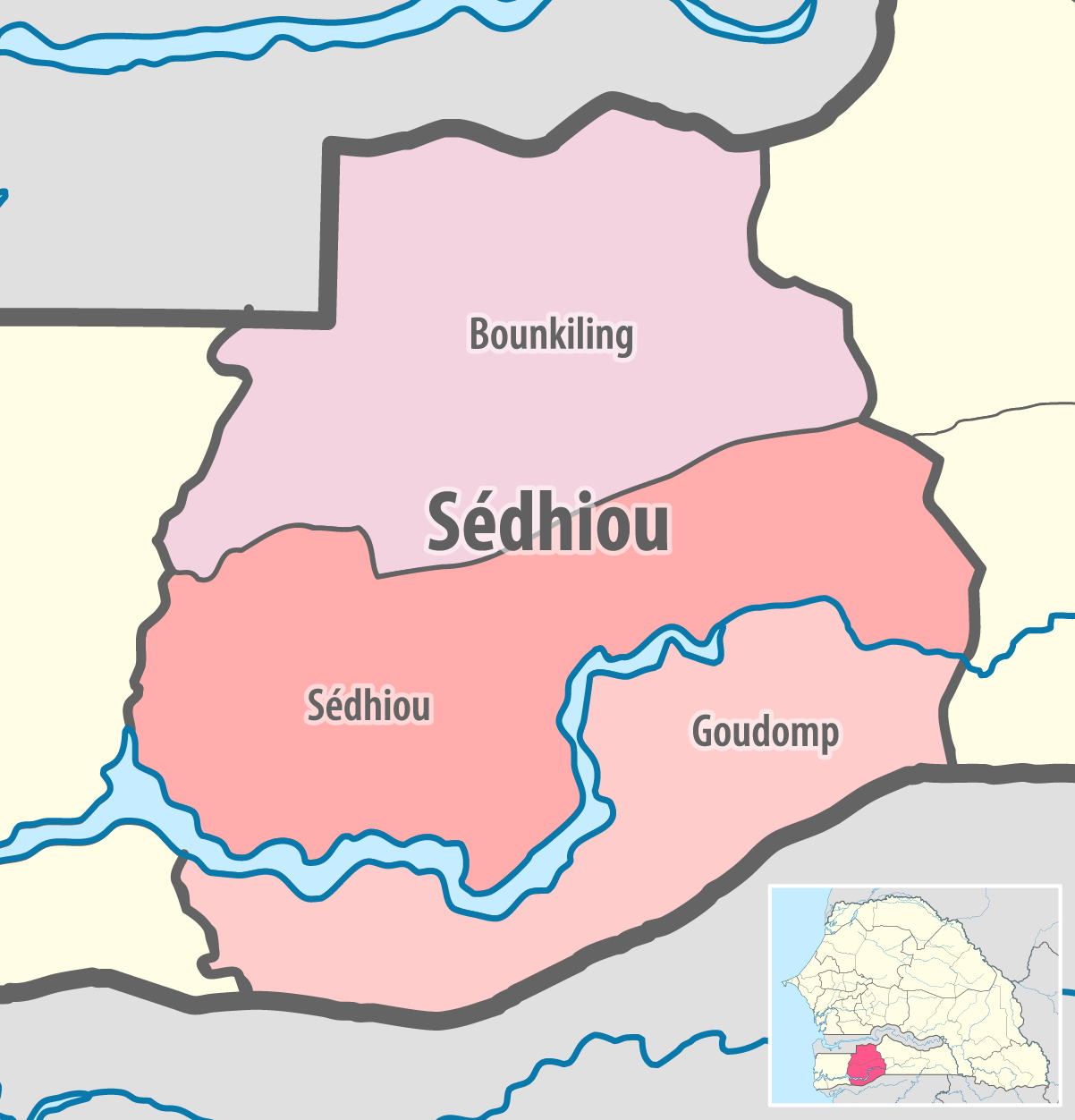
セディウ州の県

セディウ州にはブンキリング県、グドンプ県(Goudomp)、セディウ県の3県がある。
1. ブンキリング県 --- ブンキリング（フランス語版）
2. グドンプ県 --- グドンプ（フランス語版）
3. セディウ県 --- 州都：セディウ